# Гроулінг
Ґро́улінґ або ґро́ул (від англ. growling — «гарчати») — нестандартний вокальний прийом, переважно у важкому металі, котрий нагадує черевне гарчання, що виходить із нутра вокаліста. Прийом заснований у співі на опорі від діафрагми при сильному видиху повітря з низу живота та подальшим розщепленням несправжніх зв'язок — так досягається ефект гарчання. Через фізичні особливості гроулінґу звук виходить досить низьким за висотою.
Подібний вокал переважно використовують співаки дез-металу і його похідних, як-то дез-дум тощо, та, у різній мірі, виконавці інших екстремальних стилів. Зокрема у блек-металі, переважно має вигляд декламації аніж співу. Свого часу став прогресивною віхою вокальної відмови від хеві металу, радикальною антитезою фальцету і високому вокалу, що домінували у метал мейнстримі в ті часи.

## Історія
Уперше був застосований в альбомах гуртів Possessed Seven Churches (1985), Death Scream Bloody Gore (1987) і Necrophagia Season of the Dead (1987). У готичному, дум-, дез-металі також застосовується сполучення чоловічого гроулінгу й жіночого вокалу (вперше й особливо контрастно на перших дисках Theatre of Tragedy).
Згодом одержав певне поширення жіночий гроулінг — Holy Moses, Nuclear Death, Arch Enemy, Otep, ETHS, Merlin тощо. У блек-метал і дез-метал іноді використовується сполучення ґроулінгу і скримінгу, в окремих колективах обидва прийоми використовуються тим самим вокалістом (Graveworm, October Tide, Hypocrisy, Behemoth). Також вокалісти іноді комбінують гроулінг і чистий спів (Chimaira, Opeth, Soilwork, Novembers Doom, Ruthless Order), переважно у мелодійному дез-металі та дум-металі. В груві, як правило, доповнює «чистий» бас.
Іноді співаки, що використовували й гроулінг і «чистий» вокал, роблять вибір на користь або одного, або іншого. Так Йонас Ренксе (Katatonia) з часом втратив здатність співати гроулінгом, вдаючись до нього лише іноді на концертах, а Дан Свано свідомо відмовився «гарчати», щоб не втратити свого «чистого» вокалу, втім багаторічне спостереження за багатьма «змішаними» вокалістами не виявляють негативного впливу гроулінгу на чистий голос.